# اکسان (شرکت)
اِکسان (به انگلیسی: Exxon) شرکت نفتی آمریکایی بود که در سال ۱۸۸۲ در پی تفکیک کمپانی استاندارد اویل به ۳۳ شرکت محلی، تحت نام استاندارد اویل نیوجرسی تأسیس شد و در طول سال‌های بعد نام آن به اکسان تغییر یافت.
تا سال ۱۹۷۳ شرکت اکسان موفق به خریداری برندهای اسو، انکو و هامبل اویل گردید. این شرکت در سال ۱۹۹۹ شرکت موبیل را خریداری کرد و با ادغام این دو شرکت کمپانی اکسان‌موبیل تشکیل شد. در حال حاضر کمپانی اکسان‌موبیل بزرگترین شرکت جهان محسوب می‌شود.

## تاریخچه

### ۱۸۷۰ تا ۱۹۱۰
ریشه‌های این کمپانی، به سال ۱۸۷۰ و به زمان تأسیس کمپانی استاندارد اویل، در ایالت اوهایو بازمی‌گردد. شرکت استاندارد اویل در عرض کمتر از دو سال، توانست تمامی شرکت‌های رقیب را، خریداری کرده و در خود، ادغام نماید، یا در غیر اینصورت، با نفوذ خود، عملأ آن‌ها را نابود کند. راکفلر که در ابتدا تصمیم‌گیرنده اصلی شرکت بود، به‌تدریج با تشکیل کمیته‌هایی، کارها را واگذار کرد، ولی کماکان به عنوان سهامدار اصلی این کمپانی، باقی‌ماند.

### ۱۹۱۰ تا ۱۹۵۰
در سال ۱۹۱۱ اعتراضات عمومی، علیه شرکت استاندارد اویل، بالا گرفت و دادگاه عالی ایالات متحده، تجزیه کمپانی استاندارد اویل، به ۳۴ شرکت کوچک‌تر را، اعلام نمود. البته بعدها این رأی تعدیل شد و استاندارد اویل، به هفت شرکت اصلی تقسیم شد. «استاندارد اویل نیوجرسی»، که بعدها «اکسان» نام‌گذاری شد، یکی از این هفت شرکت بود.
در دهه‌های نخست شکل‌گیری، استاندارد اویل نیوجرسی، با مدیریت «والتر تیگل» به بزرگ‌ترین تولیدکننده نفت جهان تبدیل شد. این شرکت ۵۰٪ درصد از سهام شرکت تولیدکننده نفت «هامبل اویل» در تگزاس را نیز از آن خود کرد.
استاندارد اویل نیوجرسی، از ایالات متحده، تا شرق دور، در مناطقی همچون اندونزی، به تولید و تصفیه نفت می‌پرداخت، ولی شبکه بازاریابی و توزیع مناسبی نداشت.

### ۱۹۵۰ تا ۱۹۹۰
شرکت شیمیایی اکسان، در سال ۱۹۶۵ به یک شرکت جهانی تبدیل شد و به عنوان تولیدکننده و فروشنده اصلی انواع اولفین، پلی‌اتیلن و پروپیلن، الاستومرها، روان‌کنندهها، حلال‌ها و چسب انگم معرفی گردید. این شرکت، رهبر صنعت کاتالیزورهای سنتز پلیمر برای تولید پلیمرهای منحصربه‌فرد با کارایی، بهبود یافته بود.
شرکت استاندارد اویل نیوجرسی نیز، در سال ۱۹۷۲ به «اکسان» تغییر نام داد و از آن پس، در سراسر ایالات متحده آمریکا از این نام تجاری استفاده نمود، ولی در سایر نقاط جهان، کماکان با برند «اسو» فعالیت می‌کرد.
در ۲۴ مارس سال ۱۹۸۹ نفت‌کش بزرگ «اکسان والدز»، با صخره‌های پرنس ویلیام آلاسکا برخورد کرد و یازده میلیون بشکه نفت، به هدر رفت. این تصادف، دومین حادثه بزرگ نفتی، در تاریخ ایالات متحده آمریکا بود و پس از آن، قانون آلودگی‌های نفتی، در سال ۱۹۹۰ در کنگره ایالات متحده آمریکا به تصویب رسید.

### ۱۹۹۰ تا ۱۹۹۸
دو شرکت اکسان و موبیل در سال ۱۹۹۸ قراردادی به ارزش ۷۳ $ میلیارد دلار، برای ادغام، با یکدیگر امضا کردند، که طی آن، شرکت «اکسان‌موبیل» تشکیل شد.
این ادغام، از این جهت در آمریکا منحصربه‌فرد بود، که این دو شرکت، قبلاً جزو یک کمپانی بودند و حدود یک قرن قبل، به‌دلیل قوانین دولتی، از هم جدا شده بودند. این ادغام، بزرگ‌ترین ادغام در تاریخ ایالات متحده آمریکا محسوب می‌شود.
اکسون‌موبیل، در سال ۲۰۰۰ یک پالایشگاه در بنیسیا، کالیفرنیا را فروخت، همچنین ۳۴۰ جایگاه پمپ بنزین خود، با نام اکسان را، به شرکت «والرو انرژی» واگذار نمود؛ ولی در عوض، به تولید و عرضه محصولات نفتی، در بیش از ۷۰۰ جایگاه «موبیل» در کالیفرنیا پرداخت.